# 本渡港インターチェンジ
本渡港インターチェンジ（ほんどこうインターチェンジ）は、熊本県天草市港町にある熊本天草幹線道路（本渡道路）のインターチェンジ。

## 道路
- 熊本天草幹線道路（本渡道路）

## 接続する道路
- 熊本県道308号本渡港線

## 周辺観光地
- 本渡港
- 天草瀬戸大橋

## 隣
熊本天草幹線道路（本渡道路）
本渡港IC - 瀬戸IC